# Hermann von Heinemann
Johann Franz Rudolph Hermann von Heinemann (* 1. März 1812 in Helmstedt; † 18. Dezember 1871 in Braunschweig) war ein deutscher Entomologe (Schmetterlings-Sammler) und hauptberuflich Finanzrat.

## Herkunft
Heinemann entstammt einer Beamtenfamilie. Sein Großvater, der braunschweigische Oberstleutnant Ernst Christoph Heinemann (1734–1785), brachte 1781 den Reichsadel in die Familie. Seine Eltern waren der Kreisgerichtsdirektor Friedrich Joachim von Heinemann (1770–1854) und dessen Ehefrau Charlotte, geborene Meinders (1785–1854). Er hatte mehrere bekannte Brüder:
- Otto (1824–1904), deutscher Bibliothekar und Historiker ⚭ Helene von Brandenstein (1827–1902)
- Alexander (1813–1884), preußischer Generalmajor ⚭ Elise Borcke
- Ferdinand (1818–1881), Gymnasialdirektor und Schriftsteller ⚭ Elisabeth von Ribbentrop (1808–1886)
- Adolf (1820–1906), preußischer Generalmajor ⚭ Marie Elisabeth Karoline Lindner, verwitwete von Budberg

## Leben
Heinemann besuchte das Gymnasium in Helmstedt und studierte ab 1833 Jura in Göttingen und Jena. Während seines Studiums wurde er 1831 Mitglied der Burschenschaft Allemannia Göttingen und 1832 der Burschenschaft Arminia Jena. Nach seinem Studium war er eine Weile ohne Stelle, da er als Mitglied der Burschenschaft demagogischer Umtriebe verdächtigt wurde. In dieser Zeit befasste er sich mit Entomologie, bis er nach mehreren Jahren doch noch zum ersten und zweiten juristischen Staatsexamen zugelassen wurde. Er schlug die Laufbahn eines Verwaltungsjuristen ein, war Referendar und ab 1844 Zollsekretär in der Zoll- und Steuerverwaltung Braunschweig. 1851 wurde er Assessor und 1854 Steuerrat.
Anfangs sammelte er vor allem Käfer, ab den 1840er Jahren zunehmend Schmetterlinge. Er erstbeschrieb einige Kleinschmetterlinge wie Prays ruficeps (als Oecophora ruficeps). Ab 1858 veröffentlichte er eine Monographie über die Schmetterlinge Deutschlands, von der besonders die Bände über Kleinschmetterlinge von Bedeutung wurden. Sie wurde von Maximilian Ferdinand Wocke nach den Aufzeichnungen von Heinemann vollendet. Er studierte besonders Motten und fand mit einer neuen Systematik und Beschreibung der Gattung Nepticula auch international Aufmerksamkeit.
Seine Sammlung von Kleinschmetterlingen kam durch Ankauf an das Provinzialmuseum Hannover (heute Niedersächsisches Landesmuseum Hannover). Seine Sammlung von Großschmetterlingen ist verschollen.
Heinemann war 1864/65 und 1869/70 Präsident des Vereins für Naturwissenschaften in Braunschweig.

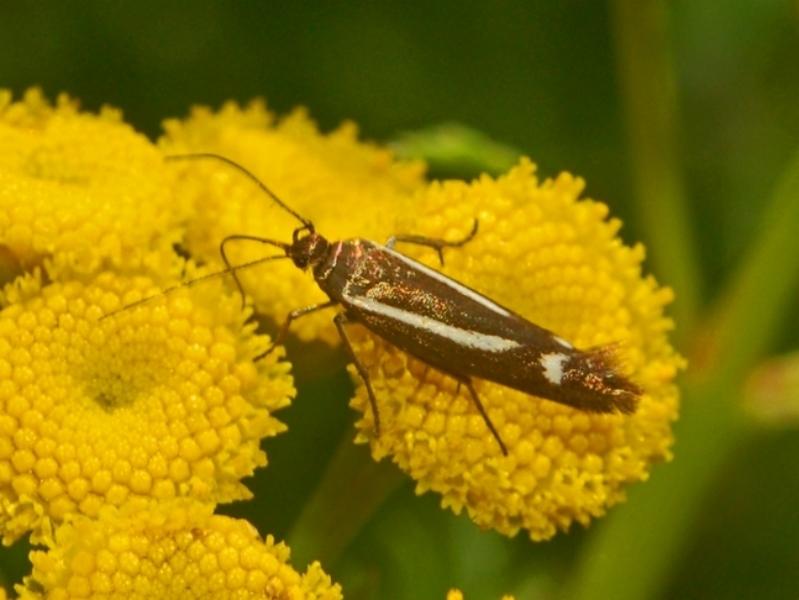
Eine nach Hermann von Heinemann benannte Ziermotte: Scythris heinemanni

Einige Schmetterlinge sind ihm zu Ehren benannt, wie Scythris heinemanni (Möschler 1869, als Butalis heinemanni).

## Familie
Heinemann heiratete am 5. November 1851 Theodora Gerstell (1829–1893). Das Paar hatte mehrere Kinder:
- Friedrich (1854–1854)
- Margarete (1856–1939), Stiftsdame in Steterburg
- Walter (1858–1928), preußischer General der Infanterie ⚭ Mila Jenna Cornelius (* 1877)
- Bernhard (1862–1907) ⚭ 1901 Marie Grete Ivers (* 1877), Eltern von Lothar von Heinemann (1905–1997), Luftwaffenoffizier der Wehrmacht und der Bundeswehr

## Schriften
- Über das Fangen und Aufspannen der Schmetterlinge, insbesondere der Microlepidopteren. In: Entomologische Zeitung. Band 9, 1848, S. 190–182, (Digitalisat) und S. 208–210 (Digitalisat)
- Aufzählung der in der Umgebung von Braunschweig gefundenen Schmetterlinge. In: Entomologische Zeitung. Band 12, 1851, S. 55–64, (Digitalisat) Band 13, 1852, S. 58–64, (Digitalisat)
- Zehn neue Microlepidopteren. In: Zeitschrift für Entomologie. Herausgegeben vom Verein für Schlesische Insektenkunde zu Breslau, Jahrgang 8, 1854, S. 1–7, (Verschiedener Familien aus der Umgebung von Braunschweig und aus dem Harze, Digitalisat)
- Einige Bemerkungen über die Arten der Gattung Nepticula. In: Wiener Entomologische Monatsschrift. Band 6, 1862, S. 237–268, (Digitalisat), S. 301–320, (Digitalisat), (Supplement in Berliner Entomolog. Zeitschrift, Band 15, 1870, S. 209)
- Die Schmetterlinge Deutschlands und der Schweiz. Systematisch bearbeitet. Nebst analytischen Tabellen zum Bestimmen der Schmetterlinge, drei Bände, Vieweg Braunschweig 1859 (Abteilung 1, „Großschmetterlinge“), C. A. Schwetschke, Braunschweig 1863 (Abteilung 2, „Kleinschmetterlinge“, Band 1, Heft 1 „Wickler“), 1865 (Abt. 2, Band 1, Heft 2, „Die Zünsler“), 1870 (Teil 2,1, „Die Motten und Federmotten“), 1876 (Teil 2,2, vollendet von Wocke), Archive, Band 1

1870 gab er die 4. Auflage von Fr. Berge´s Schmetterlingsbuch heraus.